# Maria Anders (Historikerin)
Maria Anders (* 9. November 1926 in Köln; † 9. Februar 1997 in Apolda) war eine deutsche Historikerin.

## Leben
Maria Anders wurde als Maria Rockenfelder am 9. November 1926 in Köln geboren und von 1933 bis 1941 auf der Volksschule ebenda vorgebildet. Als Köln 1943 ausgebombt wurde, wurde Anders nach Jannowitz evakuiert. Im nächsten Jahr trat sie eine zweijährige Ausbildung zur Kauffrau in Bautzen an. 1946 schließlich stellte man sie dort als Büroassistentin ein, zwei Jahre darauf als Angestellte im Bautzener Kreisamt der Deutschen Volkspolizei und von 1950 bis 1952 besuchte sie die landwirtschaftliche Fakultät der Universität Leipzig. Im Jahr 1952 begann sie an der Universität schließlich ein vierjähriges Geschichtsstudium. Anschließend war sie fünf Jahre lang wissenschaftliche Mitarbeiterin am Franz-Mehring-Institut und von 1961 an vier Jahre Mitarbeiterin am geschichtlichen Institut der Universität Leipzig. Zum Doktor phil. wurde sie 1965 promoviert und fungierte in den folgenden beiden Jahren als Leiterin der Geschichte der UdSSR an ebendiesem Institut. Zugleich wurde sie erneut als Mitarbeiterin am geschichtlichen Institut eingestellt, wo sie ein Jahr länger blieb, bis 1968, denn in diesem Jahr trat sie eine Dozentur für Geschichte an. 1977 wurde sie sowohl zum Doktor der Geschichtswissenschaften promoviert als auch außerordentliche Geschichtsprofessorin in Leipzig.
Darüber hinaus trat Anders 1941 dem Bund Deutscher Mädel bei, schied zwei Jahre später jedoch aus. 1945 wurde sie Mitglied des Freien Deutschen Gewerkschaftsbunds (FDGB), drei Jahre darauf der Freien Deutschen Jugend (FDJ), im Folgejahr, 1949, trat sie der Gesellschaft für Deutsch-Sowjetische Freundschaft bei und 1952 der Sozialistischen Einheitspartei Deutschlands. Auch erhielt sie mehrere Auszeichnungen: 1967 verlieh man Anders die Ehrennadel der Universität Leipzig, vier Jahre darauf die silberne Ehrennadel der Gesellschaft für Deutsch-Sowjetische Freundschaft, 1973 die bronzene Pestalozzi-Medaille für treue Dienste und 1977 schließlich die goldene Ehrennadel der Gesellschaft für Deutsch-Sowjetische Freundschaft.
Am 9. Februar 1997 verstarb sie in Apolda im Alter von siebzig Jahren.

## Werke (Auswahl)
- Die Friedensbewegung am Vorabend des Zweiten Weltkrieges (1935–1939). Leipzig 1965 (Dissertation, Universität Leipzig, 1965).
- Lenin und die Kommunistische Internationale. Leipzig 1973.
- Die Politik der Kommunistischen Internationale zu Krieg und Frieden (1933–1943). Dissertation B, Universität Leipzig, 1977.